# 보비스 코멘트

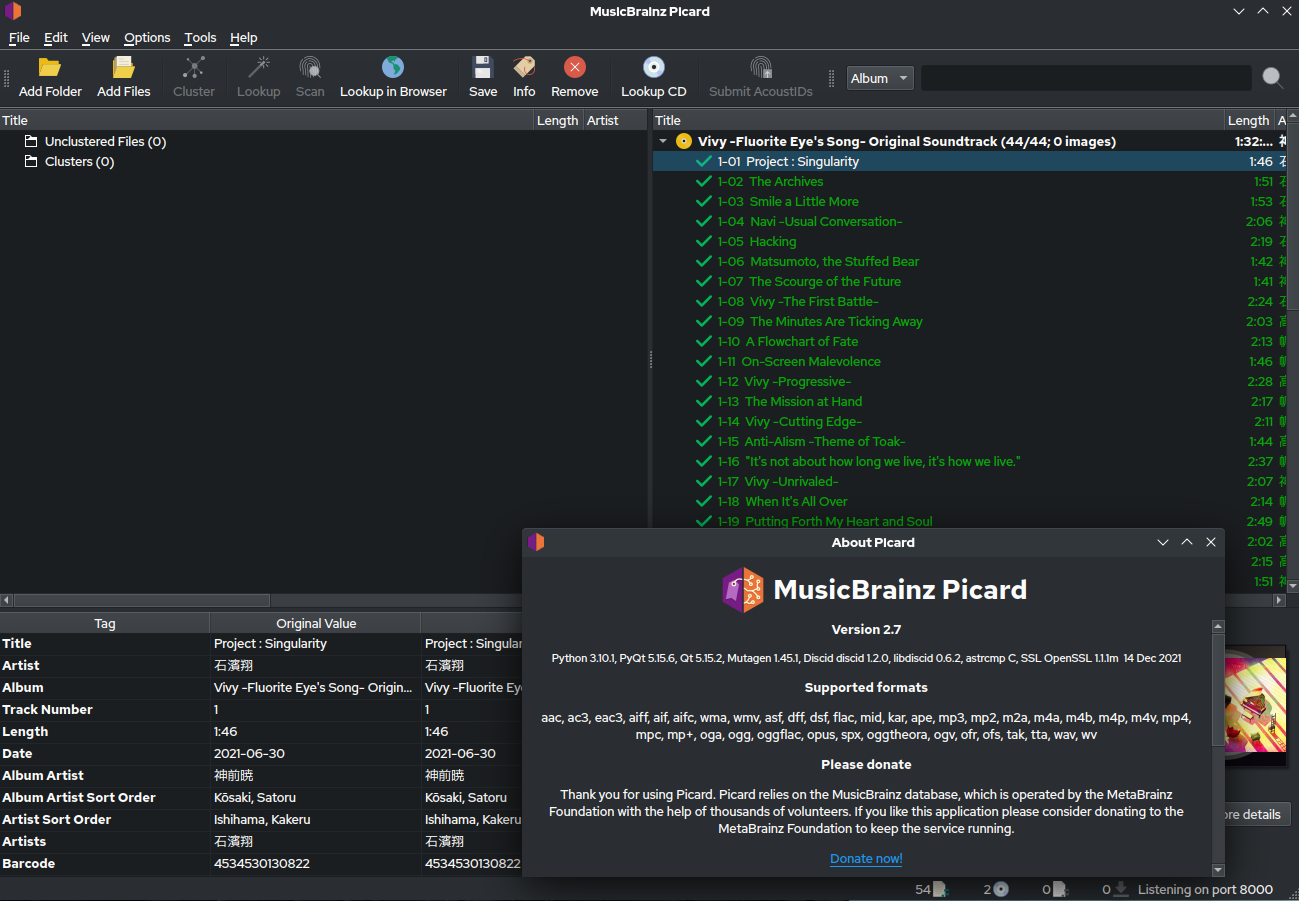
뮤직브레인즈 피카드에서 보비스 코멘트를 편집하는 장면

보비스 코멘트(Vorbis comment)는 Vorbis, FLAC, Theora 및 Speex의 파일 형식에 사용된 메타 데이터 컨테이너이다. 이것은 제목, 아티스트, 앨범, 트랙 번호 같은 것은 물론 파일에 관한 다른 정보를 파일 자체에 추가할 수 있게 한다. 공식 Ogg Vorbis 문서에 따르면:, The comment header는 비정형 메타 데이터가 아닌 짧은 텍스트 주석에 불과한 것이다. 비정형 메타 데이터는 우수한 구조 및 기계 parseability를 제공하는 별도의 논리적인 비트 스트림 (일반적으로 XML 스트림 타입)에 속한다.

## 포맷
보비스 태그는 FieldName = Data 형식의 필드 목록이다. 필드 이름은 ASCII 코드로 구성되어 있다. ASCII 문자 중에서 0x20(공백)부터 0x7D('}')까지는 제외한다. 대소문자를 구분하지 않으므로 'aritst'와 'ARTIST'는 동일한 필드이다. 필드들의 수는 4,294,967,295 (32-bits 정수의 최댓값)로 한정되어있다. 하지만 대부분의 태그 편집 애플리케이션은 더 엄격한 제한을 부과한다.데이터로 인코딩되는 UTF-8 등 모든 유니코드 문자열을 값으로 사용할 수 있다.
모든 태그 이름을 허용하고, 데이터 값이 들어 있어야 한다는 형식은 없다. 이것은 MP3에 사용되는 ID3형식은 파일 고도로 구조화되어있는 것과 대비된다. 필드 이름도 두 번 이상 사용될 수 있다. 이는 여러 값을 지원하는 기능을 사용하도록 권장하고 있다. 예를 들면 2개의 artist 필드로 단일 성분의 두 예술가를 나열하는 것과 같은 방식이다.

## 같이 보기
- APE 태그
- ID3
- CD-Text